# Rona Cup 2004
Rona Cup 2004 byl hokejový turnaj konající se v Trenčíně v roce 2004. Pohár začínal 12. srpna a končil 14. srpna. Titul získali potřetí ve své historii HC Oceláři Třinec.

## Výsledky a tabulka
| Pozice | Tým                  | Z | V | R | P | GS | GI | B |
| ------ | -------------------- | - | - | - | - | -- | -- | - |
| 1.     | HC Oceláři Třinec    | 3 | 2 | 1 | 0 | 16 | 9  | 5 |
| 2.     | HC Petra Vsetín      | 3 | 2 | 1 | 0 | 7  | 5  | 5 |
| 3.     | HC ZPS Barum Zlín    | 3 | 1 | 1 | 1 | 9  | 6  | 3 |
| 4.     | HKm Zvolen           | 3 | 1 | 1 | 1 | 9  | 9  | 3 |
| 5.     | HC Slovan Bratislava | 3 | 0 | 1 | 2 | 8  | 10 | 1 |
| 6.     | HC Dukla Trenčín     | 3 | 0 | 1 | 2 | 3  | 13 | 1 |

Při rovnosti bodů rozhoduje rozdíl skóre
|  | HC Slovan Bratislava | 3 : 3                             | HC ZPS Barum Zlín |  |
|  | HC Slovan Bratislava | (0:1, 1:1, 2:1), sam. nájezdy 1:3 | HC ZPS Barum Zlín |  |

| Souhrn zápasu | Souhrn zápasu      | Souhrn zápasu | Souhrn zápasu              | Souhrn zápasu |
| ------------- | ------------------ | ------------- | -------------------------- | ------------- |
|               | Horáček Ivan Hujsa |               | Kristek Balaštík M.Kováčik |               |

|  | HKm Zvolen | 3 : 4                             | HC Petra Vsetín |  |
|  | HKm Zvolen | (0:2, 2:2, 1:0), sam. nájezdy 3:1 | HC Petra Vsetín |  |

| Souhrn zápasu | Souhrn zápasu           | Souhrn zápasu | Souhrn zápasu              | Souhrn zápasu |
| ------------- | ----------------------- | ------------- | -------------------------- | ------------- |
|               | Török L.Čierny Plavucha |               | Pavliš Němec Vlach Selingr |               |

|  | HC Dukla Trenčín | 2 : 8                             | HC Oceláři Třinec |  |
|  | HC Dukla Trenčín | (0:4, 1:3, 1:1), sam. nájezdy 0:0 | HC Oceláři Třinec |  |

| Souhrn zápasu | Souhrn zápasu | Souhrn zápasu | Souhrn zápasu                                                                                   | Souhrn zápasu |
| ------------- | ------------- | ------------- | ----------------------------------------------------------------------------------------------- | ------------- |
|               | Fabuš Hanzal  |               | Zdeněk Pavelek 2x Marek Melenovský Richard Král Vítek Zdeněk Skořepa Václav Pletka Tomáš Houdek |               |

|  | HKm Zvolen | 3 : 2                             | HC ZPS Barum Zlín |  |
|  | HKm Zvolen | (0:0, 2:0, 1:2), sam. nájezdy 2:3 | HC ZPS Barum Zlín |  |

| Souhrn zápasu | Souhrn zápasu             | Souhrn zápasu | Souhrn zápasu   | Souhrn zápasu |
| ------------- | ------------------------- | ------------- | --------------- | ------------- |
|               | L.Čierny Ladanyi J.Čierny |               | M.Čech Balaštík |               |

|  | HC Slovan Bratislava | 4 : 5                             | HC Oceláři Třinec |  |
|  | HC Slovan Bratislava | (1:0, 2:3, 1:2), sam. nájezdy 2:1 | HC Oceláři Třinec |  |

| Souhrn zápasu | Souhrn zápasu        | Souhrn zápasu | Souhrn zápasu                                            | Souhrn zápasu |
| ------------- | -------------------- | ------------- | -------------------------------------------------------- | ------------- |
|               | Hujsa 2x Baček Jánoš |               | Jiří Polanský 2x Zdeněk Skořepa Richard Král Jiří Hunkes |               |

|  | HC Dukla Trenčín | 1 : 1                             | HC Petra Vsetín |  |
|  | HC Dukla Trenčín | (0:1, 0:0, 1:0), sam. nájezdy 1:0 | HC Petra Vsetín |  |

| Souhrn zápasu | Souhrn zápasu | Souhrn zápasu | Souhrn zápasu | Souhrn zápasu |
| ------------- | ------------- | ------------- | ------------- | ------------- |
|               | Fabuš         |               | Stantien      |               |

|  | HKm Zvolen | 3 : 3                             | HC Oceláři Třinec |  |
|  | HKm Zvolen | (0:1, 0:1, 3:1), sam. nájezdy 2:1 | HC Oceláři Třinec |  |

| Souhrn zápasu | Souhrn zápasu         | Souhrn zápasu | Souhrn zápasu                           | Souhrn zápasu |
| ------------- | --------------------- | ------------- | --------------------------------------- | ------------- |
|               | Štork Jasečko Ladanyi |               | Jiří Polanský Václav Pletka Pavel Janků |               |

|  | HC Slovan Bratislava | 1 : 2                             | HC Petra Vsetín |  |
|  | HC Slovan Bratislava | (0:1, 1:1, 0:0), sam. nájezdy 0:2 | HC Petra Vsetín |  |

| Souhrn zápasu | Souhrn zápasu | Souhrn zápasu | Souhrn zápasu | Souhrn zápasu |
| ------------- | ------------- | ------------- | ------------- | ------------- |
|               | Jánoš         |               | Dubec Kovář   |               |

|  | HC Dukla Trenčín | 0 : 4                             | HC ZPS Barum Zlín |  |
|  | HC Dukla Trenčín | (0:2, 0:2, 0:0), bez sam. nájezdů | HC ZPS Barum Zlín |  |

| Souhrn zápasu | Souhrn zápasu | Souhrn zápasu | Souhrn zápasu         | Souhrn zápasu |
| ------------- | ------------- | ------------- | --------------------- | ------------- |
|               |               |               | Ambruz 2x Balaštík 2x |               |